# Detector de metal (álbum)
Detector de Metal es el segundo álbum del grupo Moderatto, lanzado en 2004 por Sony Music Entertainment México, este es el disco más conocido de la banda, al igual que el anterior, con versiones, como por ejemplo "Pacto Entre Los Dos" de Thalia, y una canción propia, pero se caracteriza por el tema Muriendo Lento, donde hizo dueto con la cantante hispanomexicana Belinda.

## Lista de canciones
|     |                                 |          |  |  |  |  |  |  |  |  |
| N.º | Título                          | Duración |  |  |  |  |  |  |  |  |
| 1.  | «Reventón» (The Ballroom Blitz) |          |  |  |  |  |  |  |  |  |
| 2.  | «Quemándome de Amor»            |          |  |  |  |  |  |  |  |  |
| 3.  | «Muriendo Lento»                |          |  |  |  |  |  |  |  |  |
| 4.  | «Palabra de Honor»              |          |  |  |  |  |  |  |  |  |
| 5.  | «Chavo de Onda»                 |          |  |  |  |  |  |  |  |  |
| 6.  | «No Podrás»                     |          |  |  |  |  |  |  |  |  |
| 7.  | «Pacto Entre Los Dos»           |          |  |  |  |  |  |  |  |  |
| 8.  | «Me Gusta Vivir De Noche»       |          |  |  |  |  |  |  |  |  |
| 9.  | «Capitán»                       |          |  |  |  |  |  |  |  |  |
| 10. | «Sólo Se Vive Una Vez»          |          |  |  |  |  |  |  |  |  |

- Datos: Q5804625